# Список эпизодов телесериала «Тюдоры»
Список серий британско-ирландско-канадского исторического телесериала Майкла Хёрста «Тюдоры», действие которого разворачивается в Англии в шестнадцатом веке. Хотя сериал назван по всей династии Тюдоров, он в основном сосредоточен на периоде правления короля Генриха VIII.

## Обзор сезонов
| Сезон | Сезон | Эпизоды | Оригинальная дата показа | Оригинальная дата показа |
| Сезон | Сезон | Эпизоды | Премьера сезона          | Финал сезона             |
| ----- | ----- | ------- | ------------------------ | ------------------------ |
|       | 1     | 10      | 1 апреля 2007            | 10 июня 2007             |
|       | 2     | 10      | 30 марта 2008            | 1 июня 2008              |
|       | 3     | 8       | 5 апреля 2009            | 24 мая 2009              |
|       | 4     | 10      | 11 апреля 2010           | 20 июня 2010             |

## Список серий

### Сезон 1 (2007)
| № общий | № в сезоне | Название                                         | Год      | Режиссёр                     | Автор сценария | Дата премьеры  | Зрители в США (млн) |
| --- | ---------- | ------------------------------------------------ | -------- | ---------------------------- | -------------- | -------------- | ------------------- |
| 1 | 1          | «In Cold Blood» «Хладнокровно»                   | 1518     | Чарльз Макдугалл и Стив Шилл | Майкл Хёрст    | 1 апреля 2007  | 0,869               |
| Дядя короля Генриха VIII, посол в Урбино, убит французами, и Генрих использует это событие, чтобы спланировать войну с Францией, а в перспективе вернуть себе титул короля Франции. Больше всего заинтересованный в своих собственных амбициях лорд-канцлер кардинал Уолси манипулирует молодым королем, предлагая вместо этого «Договор о всеобщем мире» с Францией. Несовершеннолетнюю дочь Генриха Марию обручают с дофином Франции. Тем временем герцог Бекингем планирует убийство короля и захват его трона и рассказывает о своих планах Томасу Болейну и Томасу Говарду, герцогу Норфолку. Мария и Анна, дочери Томаса Болейна готовятся к встрече с королём. Одна из фрейлин королевы и любовница короля Элизабет Блаунт объявляет Генриху о своей беременности. |            |                                                  |          |                              |                |                |                     |
| 2 | 2          | «Simply Henry» «Просто Генрих»                   | 1519     | Чарльз Макдугалл             | Майкл Хёрст    | 8 апреля 2007  | 0,464               |
| Генрих отправляется на подписание договора с Францией; отношения между двумя странами напряжены как никогда. Генрих берёт в любовницы Марию Болейн, однако вскоре охладевает к ней. Томас Болейн поручает другой своей дочери, Анне, сделать то, что не удалось Марии — завоевать любовь короля. Леди Элизабет Блаунт рождает внебрачного сына Генриха. |            |                                                  |          |                              |                |                |                     |
| 3 | 3          | «Wolsey, Wolsey, Wolsey!» «Уолси, Уолси, Уолси!» | 1521     | Стив Шилл                    | Майкл Хёрст    | 15 апреля 2007 | 0,350               |
| Генрих поручает Чарльзу Брэндану сопроводить принцессу Маргариту, королевскую сестру, в Португалию для помолвки с португальским королём. Тем временем послы Священной Римской империи на аудиенции у кардинала Уолси решают, как можно укрепить союз двух государств. Король приглашает Анну ко двору; Томас Мор становится рыцарем. |            |                                                  |          |                              |                |                |                     |
| 4 | 4          | «His Majesty, The King» «Его Величество, Король» | 1521     | Стив Шилл                    | Майкл Хёрст    | 22 апреля 2007 | N/A                 |
| Папа римский нарекает короля Генриха «Защитником веры» из-за распространяющейся ереси Мартина Лютера. Маргарита не хочет выходить замуж за старого короля Португалии и, на её счастье, брак длится совсем недолго. Тем временем Генрих всё больше и больше желает Анну Болейн. |            |                                                  |          |                              |                |                |                     |
| 5 | 5          | «Arise, My Lord» «Поднимитесь, милорд»           | ок. 1526 | Брайан Кирк                  | Майкл Хёрст    | 29 апреля 2007 | N/A                 |
| Испанский император Карл V освобождает короля Франциска из темницы, что лишает Генриха союзника; король Англии вынужден искать союза с другим монархом Европы. Тем временем Анна Болейн отказывается стать его единственной любовницей и требует от Генриха сделать её королевой. |            |                                                  |          |                              |                |                |                     |
| 6 | 6          | «True Love» «Истинная любовь»                    | ок. 1527 | Брайан Кирк                  | Майкл Хёрст    | 6 мая 2007     | N/A                 |
| Генрих продолжает требовать расторжение его брака с Екатериной Арагонской, чтобы жениться на Анне Болейн. Кардинал Уолси обещает королю добиться для него разрешение на развод во Франции. Из-за доноса Томаса Болейна положение кардинала Уолси пошатывается. Тем временем император Карл берёт в плен папу римского. |            |                                                  |          |                              |                |                |                     |
| 7 | 7          | «Message to the Emperor» «Послание императору»   | 1528     | Элисон Маклеан               | Майкл Хёрст    | 13 мая 2007    | N/A                 |
| Англичане страдают от голода и смертоносной потливой горячки. Генрих использует все известные средства, чтобы избежать заражения; тем временем он чувствует неуверенность в своём правлении и в будущем страны, однако ситуация в стране вскоре улучшается. |            |                                                  |          |                              |                |                |                     |
| 8 | 8          | «Truth and Justice» «Правда и справедливость»    | 1528     | Элисон Маклеан               | Майкл Хёрст    | 20 мая 2007    | N/A                 |
| В Англию прибывает посол папы римского, кардинал Кампеджио, чтобы обсудить с кардиналом Уолси условия расторжения брака короля и Екатерины Арагонской. От исхода этих переговоров зависит не только отношения между Генрихом и Анной Болейн, но и судьба самого кардинала Уолси. Королеве предлагают удалиться в монастырь, на что она отвечает отказом. |            |                                                  |          |                              |                |                |                     |
| 9 | 9          | «Look to God First» «Прежде смотрите на Бога»    | 1529     | Киаран Доннелли              | Майкл Хёрст    | 3 июня 2007    | 0,397               |
| Хотя законность союза Генриха и Екатерины Арагонской тщательно проверяется на протяжении нескольких месяцев, брак признают законным. Папа римский и короли Священной Римской империи и Франции примиряются, что приводит Генриха в бешенство. Король Англии отстраняет кардинала Уолси и отправляет его в ссылку в провинцию; новым канцлером он назначает Томаса Мора. Тем временем принцесса Маргарет, являющаяся теперь женой Чарльза Брэндона, умирает от чахотки. |            |                                                  |          |                              |                |                |                     |
| 10 | 10         | «The Death of Wolsey» «Смерть Уолси»             | 1530     | Киаран Доннелли              | Майкл Хёрст    | 10 июня 2007   | 0,465               |
| Пока Томас Мор на новой должности преследует лютеран, Томас Кромвель говорит Генриху, что его развод отнюдь не юридический вопрос, а духовный. Уолси, живущий в глуши и забвении, пытается с помощью Екатерины Арагонской вернуть себе своё положение. Когда его план раскрывается, его арестовывают и обвиняют в государственной измене. Тем временем король решает порвать с Римом, видя в этом единственный способ жениться на Анне. |            |                                                  |          |                              |                |                |                     |

### Сезон 2 (2008)
| № общий | № в сезоне | Название                                               | Год            | Режиссёр        | Автор сценария | Дата премьеры  | Зрители в США (млн) |
| --- | ---------- | ------------------------------------------------------ | -------------- | --------------- | -------------- | -------------- | ------------------- |
| 11 | 1          | «Everything Is Beautiful» «Всё прекрасно»              | 1532           | Джереми Подесва | Майкл Хёрст    | 30 марта 2008  | 0,768               |
| Генрих объявляет себя главой Церкви Англии, чтобы таким образом расторгнуть брак с Екатериной Арагонской и жениться на Анне Болейн. Анна требует от короля, чтобы тот удалил Екатерину от двора. |            |                                                        |                |                 |                |                |                     |
| 12 | 2          | «Tears of Blood» «Кровавые слёзы»                      | 1532           | Джереми Подесва | Майкл Хёрст    | 6 апреля 2008  | N/A                 |
| Кромвель отправляется в Германию, чтобы изучить лютеранство; Екатерина Арагонская покидает Лондон. Генрих награждает Анну титулом маркизы де Пемброк и отправляется с ней во Францию, где объявляет её новой будущей королевой Англии. |            |                                                        |                |                 |                |                |                     |
| 13 | 3          | «Checkmate» «Шах и мат»                                | 1533           | Колм Маккарти   | Майкл Хёрст    | 13 апреля 2008 | N/A                 |
| Король окончательно порывает все связи с Римом. В тайне он сочетается браком с Анной Болейн, лишает бывшую королеву Екатерину Арагонскую всех титулов и назначает архиепископом протестанта Кранмера. У Генриха, который жаждет обзавестись наследником, рождается дочь. |            |                                                        |                |                 |                |                |                     |
| 14 | 4          | «The Act of Succession» «Акт о престолонаследии»       | 1534           | Колм Маккарти   | Майкл Хёрст    | 20 апреля 2008 | N/A                 |
| Генрих составляет акт о престолонаследии по которому престол могут унаследовать лишь его дети от Анны Болейн; его дочь Мария от Екатерины объявляется незаконнорождённой. Всех придворных обязуют принести клятву верности: королю, как новому главе Англиканской церкви, и акту о престолонаследии. Из-за того, что Томас Мор отказывается признать короля главой церкви, его заключают в Тауэр. Тем временем Кранмер крестит дочь Генриха и Анны, принцессу Елизавету.              |            |                                                        |                |                 |                |                |                     |
| 15 | 5          | «His Majesty's Pleasure» «Удовольствие Его Величества» | 1535           | Киаран Доннелли | Майкл Хёрст    | 27 апреля 2008 | N/A                 |
| Генрих пытается узаконить брак с Анной Болейн, но сталкивается с новыми и новыми препятствиями; он продолжает изменять Анне. Томас Мор и кардинал Фишер заявляют, что лишь Господь может являться главой церкви, и за это их объявляют в государственной измене; их жизнь висит на волоске. |            |                                                        |                |                 |                |                |                     |
| 16 | 6          | «The Definition of Love» «Определение любви»           | ок. 1535       | Киаран Доннелли | Майкл Хёрст    | 4 мая 2008     | 0,649               |
| Генрих хочет обручить маленькую дочь с дофином Франции, однако получает отказ. Кромвель убеждает короля, что богатство монастырей и аббатств противоречит основам христианского учения. Король сожалеет, что казнил Томаса Мора, однако винит в этом Анну. |            |                                                        |                |                 |                |                |                     |
| 17 | 7          | «Matters of State» «Дела государства»                  | 1536           | Дервла Уолш     | Майкл Хёрст    | 11 мая 2008    | N/A                 |
| Кранмер и Кромвель закрывают монастыри и аббатства по всей стране, конфискуя всё их имущество в пользу государственной казны. Тем временем папа римский всё ещё надеется, что король Англии изменит своё решение и вернётся в лоно католической церкви. Анна понимает, что должна срочно забеременеть и родить королю сына, чтобы укрепить своё положение при дворе. Король охотится с Чарльзом Брэнданом и останавливается в замке сэра Джона Сеймура, где встречает его дочь Джейн. |            |                                                        |                |                 |                |                |                     |
| 18 | 8          | «Lady in Waiting» «Фрейлина»                           | 1536           | Дервла Уолш     | Майкл Хёрст    | 18 мая 2008    | N/A                 |
| Папа римский отлучает Генриха от церкви и проводит переговоры с королём Франции, умоляя его напасть на Англию. Во время турнира Генрих надевает ленту не на свою жену, а на Джейн Сеймур, ставшую недавно фрейлиной королевы. К своему ужасу Анна вскоре застаёт Генриха и Джейн целующимися. |            |                                                        |                |                 |                |                |                     |
| 19 | 9          | «The Act of Treason» «Измена»                          | 17 мая 1536    | Джон Эмиел      | Майкл Хёрст    | 25 мая 2008    | 0,670               |
| Генрих приказывает Кромвелю найти способ избавится от Анны Болейн. Кромвель арестовывает музыканта Марка Смитона и под пытками вынуждает его признаться в любовной связи с Анной. Кроме того он арестовывает и казнит Уильяма Бреретона, сэра Генри Норриса, и даже брата Анны, Джорджа Болейна, по тому же обвинению; единственный по-настоящему виновный в связи с королевой, Томас Уайетт, избегает казни.                                                                         |            |                                                        |                |                 |                |                |                     |
| 20 | 10         | «Destiny and Fortune» «Судьба и богатство»             | 18–19 мая 1536 | Джон Эмиел      | Майкл Хёрст    | 1 июня 2008    | 0,852               |
| Анна Болейн отправляется на казнь, однако не перестаёт утверждать, что её брат, она сама и остальные казнённые не повинны в тех грехах, в которых их обвинили. |            |                                                        |                |                 |                |                |                     |

### Сезон 3 (2009)
| № общий | № в сезоне | Название                                                 | Год                  | Режиссёр        | Автор сценария | Дата премьеры  | Зрители в США (млн) |
| --- | ---------- | -------------------------------------------------------- | -------------------- | --------------- | -------------- | -------------- | ------------------- |
| 21 | 1          | «Civil Unrest» «Общественные беспорядки»                 | 30 мая 1536          | Киаран Доннелли | Майкл Хёрст    | 5 апреля 2009  | 0,726               |
| 45-летний Генрих женится на Джейн Сеймур. Кромвель и сэр Ричард Рич продолжают закрывать монастыри, конфискую имущество в пользу короны, что вызывает недовольство в северной части страны: возникает «благодатное паломничество» под предводительством Робрта Аска, которое выступает против действий короля. |            |                                                          |                      |                 |                |                |                     |
| 22 | 2          | «The Northern Uprising» «Северный мятеж»                 | Зима 1536            | Киаран Доннелли | Майкл Хёрст    | 12 апреля 2009 | N/A                 |
| Король отправляет Чарльза Брэндона на север, чтобы подавить недовольство, однако не предоставляет его людям ни артиллерии, ни конницы, из-за чего Брэндану приходится начать переговоры с мятежниками. Тем временем кардинал Реджинальд Поул отправляется в Нидерланды, где надеется получить помощь в борьбе с мятежом. |            |                                                          |                      |                 |                |                |                     |
| 23 | 3          | «Dissension and Punishment» «Разделение и наказание»     | 1536–1537            | Киаран Доннелли | Майкл Хёрст    | 19 апреля 2009 | N/A                 |
| Джейн старается восстановить отношения между королём и его дочерьми, Марией и Елизаветой. Генрих обещает прибывшему ко двору Роберту Аску учредить парламент в Йорке; пустые обещания короля приводят к расколу в «благодатном паломничестве» и, как следствие. к подавлению мятежа. |            |                                                          |                      |                 |                |                |                     |
| 24 | 4          | «The Death of a Queen» «Смерть королевы»                 | Июль–октябрь 1537    | Киаран Доннелли | Майкл Хёрст    | 26 апреля 2009 | N/A                 |
| После казни Роберта Аска король приказывает Чарльзу Брэндану расправиться с мирным население Йоркшира, участвовавшем в восстании, чтобы вселить страх населению других графств; после казней Брэндану начинают являться призраки убитых им людей. Джейн приходит в ужас, когда узнаёт как король раздаёт земли распущенных монастырей и аббатств. |            |                                                          |                      |                 |                |                |                     |
| 25 | 5          | «Problems in the Reformation» «Проблемы с реформацией»   | 1537–1538            | Джереми Подесва | Майкл Хёрст    | 3 мая 2009     | N/A                 |
| Генрих сломлен горем после того, как его жена Джейн умирает вскоре после родов, произведя на свет мальчика — наследника престола, принца Эдуарда. Он не хочет видеть никого, кроме придворного шута. Тем временем принцессы Мария и Елизавета переезжают в деревню, а маленького Эдуарда отправляют в Хэмптон-корт, где о нём заботятся с величайшими предосторожностями. Брэндон, в попытке справиться с чувством вины, обвиняет Кромвеля в том, каким именно образом было подавлено восстание. |            |                                                          |                      |                 |                |                |                     |
| 26 | 6          | «Search for a New Queen» «Поиски новой королевы»         | 1538–1539            | Джереми Подесва | Майкл Хёрст    | 10 мая 2009    | N/A                 |
| Кромвель ищет для Генриха новую жену, чтобы побудить Генриха вновь вернуться к реформам; он предлагает ему кандидатуру протестантки и немки Анны Клевской. Король приказывает казнить родственников кардинала Реджинальда Поула, чтобы отомстить ему. Тем временем поиск новой жены затягивается, так как благородные дамы, памятуя судьбу предыдущих жён, не спешат становится королевами. |            |                                                          |                      |                 |                |                |                     |
| 27 | 7          | «Protestant Anne of Cleves» «Протестантка Анна Клевская» | 1539–1540            | Джереми Подесва | Майкл Хёрст    | 17 мая 2009    | N/A                 |
| Над Англией нависает угроза нападения союзнических войск Священной Римской империи и Франции; это вынуждает Генриха жениться на Анне Клевской, чтобы получить помощь князей «Протестантской Лиги». Генрих, лично увидевший невесту лишь у алтаря, не испытывает к новой жене никаких чувств и не хочет её даже видеть. Позиции Кромвеля, организовавшего этот союз, начинают стремительно слабеть.                                                                                               |            |                                                          |                      |                 |                |                |                     |
| 28 | 8          | «The Undoing of Cromwell» «Гибель Кромвеля»              | Весна – 28 июля 1540 | Джереми Подесва | Майкл Хёрст    | 24 мая 2009    | 0,366               |
| Когда угроза нападения французских и имперских союзнических войск исчезает, Генрих тут же начинает искать способы расторжения брака с Анной Клевской. Кромвель не поддерживает короля в этом стремлении, что приводит к аресту и казни канцлера. Тем временем сэр Фрэнсис Брайан находит для короля новую фаворитку — 17-летнюю Кэтрин Говард. |            |                                                          |                      |                 |                |                |                     |

### Сезон 4 (2010)
| № общий | № в сезоне | Название                                             | Год                        | Режиссёр        | Автор сценария | Дата премьеры  | Зрители в США (млн) |
| --- | ---------- | ---------------------------------------------------- | -------------------------- | --------------- | -------------- | -------------- | ------------------- |
| 29 | 1          | «Moment of Nostalgia» «Момент ностальгии»            | Лето 1540                  | Дервла Уолш     | Майкл Хёрст    | 11 апреля 2010 | 0,883               |
| Генрих влюбляется в свою новую любовницу Кэтрин Говард, что вызывает недовольство и непонимание ближнего круга короля. Вскоре Кэтрин становится новой королевой. Она берёт в фрейлины свою подругу детства, Джоан Балмер, которая знает много секретов о прошлой жизни новой королевы. |            |                                                      |                            |                 |                |                |                     |
| 30 | 2          | «Sister» «Сестра»                                    | Зима 1540                  | Дервла Уолш     | Майкл Хёрст    | 18 апреля 2010 | 0,740               |
| У молодой королевы Кэтрин Говард появляется огромное количество поклонников при дворе, среди которых также Томас Калпепер. Король же увлечён своей новой женой и дарит ей великолепные подарки, не замечая происходящего. Виконтесса Рочфорд, вдова Джорджа Болейна, узнаёт о слухах насчёт распущенной жизни королевы до замужества; она помогает Калпеперу приблизиться к Кэтрин. Генрих приглашает Анну Клевскую на бал в честь Рождества и замечает в ней внутреннюю красоту, которую прежде не видел.                                                           |            |                                                      |                            |                 |                |                |                     |
| 31 | 3          | «Something for You» «Что-то для вас»                 | Весна 1541                 | Дервла Уолш     | Майкл Хёрст    | 25 апреля 2010 | 0,890               |
| Генрих официально прощает население северной части страны за поднятое восстание. Тем временем, пока Генрих пьёт всё больше и больше, слухи о любовных похождениях молодой королевы неудержимо распространяются по королевскому двору. |            |                                                      |                            |                 |                |                |                     |
| 32 | 4          | «Natural Ally» «Естественный союзник»                | Лето/Осень 1541            | Киаран Доннелли | Майкл Хёрст    | 2 мая 2010     | 0,902               |
| Генрих едет на север, где граждане с радостью встречают, после того, как получили королевское прощение. Кэтрин начинает шантажировать бывший любовник, а Генрих получает письмо, в котором его жена обвиняется в любовных связях с двумя мужчинами (в том числе и с Фрэнсисом Дерехамом). Генрих убеждён, что письмо клеветническое, однако поручает провести расследование. Кэтрин помещают под домашний арест и запрещают любые встречи. |            |                                                      |                            |                 |                |                |                     |
| 33 | 5          | «Bottom of the Pot» «Дно горшка»                     | Зима 1541/ 13 февраля 1542 | Киаран Доннелли | Майкл Хёрст    | 9 мая 2010     | 0,929               |
| Пока Кэтрин находится под домашнем арестом расследование быстро продвигается: Джоан Балмер и Фрэнсиса Дерехама арестовывают и допрашивают. Когда становится известно о любовных отношениях Кэтрин до свадьбы, Генрих, для которого эта новость стала ударом, лишает её титулов и изгоняет. Вскоре становится известно, что молодая королева к тому же и изменяла королю с Томасом Калпепером, что приводит Генриха в бешенство. Король казнит Кэтрин Говард, её любовников Фрэнсиса Дерехама и Томаса Калпепера, а также виконтессу Рочфорд за пособничество измене. |            |                                                      |                            |                 |                |                |                     |
| 34 | 6          | «You Have My Permission» «У вас есть мое разрешение» | 1542                       | Киаран Доннелли | Майкл Хёрст    | 16 мая 2010    | 0,820               |
| Генрих объявляет новый указ, восстанавливающий его дочерей, Марию и Елизавету, в правах на престол. Послы Франции и Священной Римской империи просят помощи у короля Англии для своих государств с целью нападения друг на друга. Пока реформация в стране ослабляется, Генрих ищет новую жену и увлекается дважды вдовой Катериной Парр, которая уже не молода и мало походит на его предыдущих жён. Тем временем епископ Гардинер объявляет охоту на кальвинистов.                                                                                                 |            |                                                      |                            |                 |                |                |                     |
| 35 | 7          | «Sixth and the Final Wife» «Шестая и последняя жена» | 1543                       | Джереми Подесва | Майкл Хёрст    | 23 мая 2010    | 0,948               |
| Катерина Парр становится шестой женой Генриха и старается заботиться и опекать троих детей короля. Тем временем епископ Гардинер не доволен новой королевой и сообщает королю, что Катерина является протестанткой; король не придаёт этому значение. Генрих готовится к войне с Францией, надеясь вернуть те земли, которые принадлежали ему в начале правления; война даётся пожилому королю нелегко. |            |                                                      |                            |                 |                |                |                     |
| 36 | 8          | «As It Should Be» «Как это и должно быть»            | 1544                       | Джереми Подесва | Майкл Хёрст    | 6 июня 2010    | 0,991               |
| Генрих одерживает победу под Булонью, однако это победа даётся королю огромными потерями среди английских солдат; Генрих, удовлетворившись этой победой, возвращается в Лондон. Чарльз Брэндон, уже много лет не живущий со своей женой, влюбляется во француженку Бригитту, которую привозит с собой в Англию. |            |                                                      |                            |                 |                |                |                     |
| 37 | 9          | «Secrets of the Heart» «Секреты сердца»              | 1544–1546                  | Киаран Доннелли | Майкл Хёрст    | 13 июня 2010   | 0,724               |
| После войны с Францией здоровье Генриха стремительно ухудшается, он страдает от язвы, образовавшейся на месте старой раны. Хотя епископ Гардинер обвиняет Катерину Парр в ереси, Генрих не хочет расставаться с женой и отказывается казнить её. Тем временем граф Суррей, теряет на войне с Францией огромное число людей и вскоре его приговаривают к смерти. |            |                                                      |                            |                 |                |                |                     |
| 38 | 10         | «Death of a Monarchy» «Смерть монархии»              | Январь 1547                | Киаран Доннелли | Майкл Хёрст    | 20 июня 2010   | 0,682               |
| Весть о смерти его ближайшего друга Чарльза Брэндона и друга (а временами врага) короля Франциска становится для Генриха ударом. Когда художник Ганс Гольбейн Младший пишет королевский портрет, а сам Генрих находится на пороге смерти, его посещают видения бывших жён. |            |                                                      |                            |                 |                |                |                     |